# 神宮孝之
神宮 孝之（じんぐう たかゆき、1967年 - ）は日本のゲームデザイナー。有限会社大宮ソフトの企画部長。
大学卒業後に日本コンピュータシステムに入社。管理や広報関係、グラフィッカーなどを務める。大宮ソフトへは『FRONT MISSION SERIES GUN HAZARD』製作途中に入社。テーブルトークRPGとその世界観が好きで、そこから『カルドセプト』が生まれたと語っている。

## 作品
- ソーサルキングダム（1992年2月7日、メガドライブ） - プロデューサー
- FRONT MISSION SERIES GUN HAZARD（1995年2月23日、スーパーファミコン）
- カルドセプト（1997年10月30日、セガサターン） - ゲームデザイン
- カルドセプト エキスパンション（1999年5月1日、PlayStation） - ゲームデザイン
- カルドセプト セカンド（2001年7月21日、ドリームキャスト） - ゲームデザイン
- カルドセプト セカンド エキスパンション（2002年9月28日、PlayStation 2） - ゲームデザイン
- カルドセプト サーガ（2006年11月22日、Xbox 360） - ゲームデザイン
- 機甲装兵アーモダイン（2007年2月22日、PlayStation 2） - ゲームデザイン
- カルドセプトDS（2008年10月16日、ニンテンドーDS） - ゲームデザイン
- クラッシュヒーローズ（2012年5月 - 、iOS/Andorid） - ゲームデザイン ※サービス終了